# گاف ویتلم
ادوارد گاف ویتلم (انگلیسی: Edward Gough Whitlam; زاده ۱۱ ژوئیهٔ ۱۹۱۶ – درگذشته ۲۱ اکتبر ۲۰۱۴) یک سیاست‌مدار، و دیپلمات اهل استرالیا بود.
گاف ویتلم نخست‌وزیر پیشین استرالیا در دهه هفتاد میلادی رهبر حزب کارگر استرالیا بود و موفق شد پس از ۲۳ سال قدرت از حزب محافظه کار باز پس بگیرد و یک رشته اصلاحات بنیادی در کشور اعمال کند. گاف ویتلم در ۲۱ اکتبر ۲۰۱۴، در سن ۹۸ سالگی درگذشت.